# Anosiodes hybrida
Anosiodes hybrida là một loài bướm đêm trong họ Geometridae.